# 寺地貴弘
寺地 貴弘（てらち たかひろ、1979年7月8日 - ）は、元男子プロテニス選手、指導者。豊中市立新田小学校、渋谷幕張高校卒。

## 来歴
9歳からテニスを始める。高校2年のとき全日本ジュニアで優勝、高校3年のとき高校総体で優勝し1998年にプロに転向。
全日本テニス選手権では2001年と2004年のシングルスで優勝。1997年と1998年の混合ダブルスで森上亜希子とペアを組んで優勝。2003年のダブルスでトーマス嶋田とペアを組んで優勝している。
1998年バンコクアジア大会では団体で銀メダル、ダブルスで銅メダル、2002年釜山アジア大会では団体で金メダルを獲得している。
4大大会では10回予選に挑戦したが、2000年全米オープンで予選決勝に進出したのが最高で本戦に出場することは出来なかった。
2008年11月の全日本テニス選手権を最後に29歳で現役を引退した。引退後は指導者として活動しており2009年から奈良くるみのコーチを2012年まで務めた。